# Mickey Thompson Entertainment Group
El Mickey Thompson Entertainment Group's o conocida por sus siglas (MTEG) fue una productora estadounidense, encargada de organizar campeonatos de automovilismo Off Road en circuitos habilitados en estadios. Creado por Mickey Thompson en 1979. Fueron muy populares en Estados Unidos en los años 80s y principios de los 90s.

## Historia
Mickey Thompson, un corredor de carreras a campo traviesa, había tenido una emocionante participación en una competencia en el desierto, a pesar  solo tuvo unos "cactus y liebres" como espectadores. Es por eso que decidió que las competencias Off Road debían ser más cercanas a la gente, llevando el espectáculo desde 1979 a las ciudades en circuitos habilitados en estadios (la mayoría de fútbol americano y béisbol), similar a las competencias del Super Bowl of Motocross (Posteriormente Supercross), que él también organizaba. Creando en 1983, el campeonato Mickey Thompson Off Road Championship. Después de la muerte de Thompson en 1988, su hijo Danny (también partícipe de las competencias), siguió con la organización hasta la quiera de la productora en 1996.

## Categorías
El programa estaba compuesto por distintas categorías, y eran las siguientes:
- Grand National Sport Trucks la categoría principal, aquí estaban involucradas la mayoría de los equipos oficiales, eran camionetas hasta 2850 c.c. de 183 HP, siendo las principales marcas participantes: Toyota, Mazda, Nissan, Chevrolet, Jeep/Dodge y Ford, este último, primero como privado y posteriormente como equipo oficial, algunos pilotos que participaron esta categoría son Ivan Stewart, Walker Evans, Rod Millen, Steve Millen y Robby Gordon, muchos de ellos, pilotos legendarios del Off Road estadounidense.

- Unlimited Super 1600 Buggy tubular con motores de 1600 y 1650 c.c. con un peso de 499 a 544 kilos

- UltraStock posteriormente conocida como Sport Utility Vehicles, tenían una mecánica similar a las camionetas, pero con carrocería de automóvil. Desde 1990, comenzaron a aceptar SUVs y camionetas de techo completo para aumentar la grilla. Desde 1993, solo corrían exclusivamente vehículos SUVs.

- SuperLites Buggy tubular con motores de 360 c.c. de dos tiempo y era una categoría usada para pilotos amateurs. En un principio, la categoría era llamada Odissey y estaba dividida en dos series: con sistema de suspensión y sin sistema de suspensión. En 1987 ambas categorías se fusionan y queda como SuperLites.

- UltraCross Motocicletas de Motocross de 250 c.c.

- All Terrain Vehicle o también conocida como ATV, Motocicletas de cuatro ruedas de 250 c.c. En 1986 tenía dos divisionales, una de motos de 4 ruedas y otra de motos de 3 ruedas, esta última solo se corrió aquel año

## Circuitos
Los estadios donde se habilitaron circuitos, son los siguientes:
- Anaheim Stadium Anaheim, California
- Mile High Stadium Denver, Colorado
- Reliant Stadium Houston, Texas
- Sam Boyd Silver Bowl Las Vegas, Nevada
- Los Angeles Memorial Coliseum  Los Ángeles, California
- New Orleans Superdome New Orleans, Luisiana
- Oakland Coliseum Oakland, California
- Rose Bowl Stadium Pasadena, California
- Sun Devil Stadium Phoenix, Arizona
- Utah Rice Stadium Salt Lake City, Utah
- Jack Murphy Stadium San Diego, California
- Candlestick Park San Francisco, California
- Kingdome Stadium Seattle, Washington

## Campeones
Categoria Grand National Sport Trucks
| Año  | Piloto       | Vehículo       |
| ---- | ------------ | -------------- |
| 1983 | Ivan Stewart | Toyota Hilux   |
| 1984 | Ivan Stewart | Toyota Hilux   |
| 1985 | Roger Mears  | Nissan Pickup  |
| 1986 | Steve Millen | Toyota Hilux   |
| 1987 | Jeff Huber   | Mazda B-Series |
| 1988 | Steve Millen | Toyota Hilux   |
| 1989 | Robby Gordon | Toyota Hilux   |
| 1990 | Ivan Stewart | Toyota Hilux   |
| 1991 | Walker Evans | Dodge Dakota   |
| 1992 | Rod Millen   | Toyota Hilux   |
| 1993 | Rod Millen   | Toyota Hilux   |
| 1994 | Rod Millen   | Toyota Hilux   |

Categoria UltraStock/Sports Utility
| Año  | Piloto           | Vehículo           |
| ---- | ---------------- | ------------------ |
| 1985 | Vince Tjelmeland | Pontiac Fiero      |
| 1986 | Monte Cratford   | Volkswagen Golf    |
| 1987 | Ken Kazarian     | Volkswagen Corrado |
| 1988 | Jeff Elrod       | Volkswagen Corrado |
| 1989 | Lloyd Castle     | Nissan 300ZX       |
| 1990 | Larry Noel       | Volkswagen Corrado |
| 1991 | Larry Noel       | Volkswagen Corrado |
| 1992 | Tommy Croft      | Jeep Cherokee XJ   |
| 1993 | Tommy Croft      | Jeep Cherokee XJ   |
| 1994 | Tommy Croft      | Jeep Cherokee XJ   |

Categoria Buggy Unlimited Super 1600
| Año  | Piloto                      | Vehículo                          |
| ---- | --------------------------- | --------------------------------- |
| 1983 | Mike Gilman                 | Funco-Volkswagen                  |
| 1984 | Glenn Harris                | Funco-Volkswagen                  |
| 1985 | Bob Gordon / Jerry Whelchel | Funco-Volkswagen/Funco-Volkswagen |
| 1986 | Tommy Croft                 | Chenowth-Volkswagen               |
| 1987 | Frank Arciero Jr.           | Chenowth-Volkswagen               |
| 1988 | Robby Gordon                | Chenowth-Volkswagen               |
| 1989 | Mitch Mustard               | Chenowth-Volkswagen               |
| 1990 | Mitch Mustard               | Chenowth-Volkswagen               |
| 1991 | Frank Arciero Jr.           | Chenowth-Volkswagen               |
| 1992 | Jerry Whelchel              | Chubasco-Toyota                   |
| 1993 | Jerry Whelchel              | Chubasco-Toyota                   |
| 1994 | Jerry Whelchel              | Chubasco-Toyota                   |

Categoria Buggy Odissey/SuperLites
| Año  | Piloto                                                            |
| ---- | ----------------------------------------------------------------- |
| 1985 | Rory Holladay (Con suspensión) / Mike Lovelle (Sin suspensión)    |
| 1986 | Johnny Custom (Con suspensión) / Don Longanecker (Sin suspensión) |
| 1987 | Ron Pierce                                                        |
| 1988 | Russ East                                                         |
| 1989 | Rennie Awana                                                      |
| 1990 | Rory Holladay                                                     |
| 1991 | Greg George                                                       |
| 1992 | Jimmie Johnson                                                    |
| 1993 | Greg George                                                       |
| 1994 | C.J. Mears                                                        |

Categoria ATV
| Año  | Piloto                                                           | Moto              |
| ---- | ---------------------------------------------------------------- | ----------------- |
| 1983 | Jimmy White                                                      | Kawawaki          |
| 1984 | Jimmy White                                                      | Kawawaki          |
| 1985 | John Neary                                                       | Suzuki            |
| 1986 | Greg Clark (Motos de 4 Ruedas) / Jimmy White (Motos de 3 Ruedas) | Suzuki / Kawawaki |
| 1987 | Don Turk                                                         | Suzuki            |
| 1988 | Donnie Banks                                                     | Honda             |
| 1989 | Marty Hart                                                       | Honda             |
| 1990 | Charles Sheperd                                                  | Honda             |
| 1991 | Mark Ehrhardt                                                    | JP                |
| 1992 | Mark Ehrhardt                                                    | JP                |
| 1993 | Mark Ehrhardt                                                    | JP                |

Categoria UltraCross
| Año  | Piloto           | Moto     |
| ---- | ---------------- | -------- |
| 1987 | Jeff Matiasevich | Kawazaki |
| 1988 | Jim Holley       | Yamaha   |
| 1989 | Jim Holley       | Yamaha   |
| 1990 | Mike Craig       | Kawazaki |
| 1991 | Mike Craig       | Kawazaki |
| 1992 | Mike Craig       | Kawazaki |
| 1993 | Larry Brooks     | Yamaha   |